# Pterocarpus soyauxii
Pterocarpus soyauxii är en ärtväxtart som beskrevs av Paul Hermann Wilhelm Taubert. Pterocarpus soyauxii ingår i släktet Pterocarpus och familjen ärtväxter. Inga underarter finns listade i Catalogue of Life.

## Bildgalleri

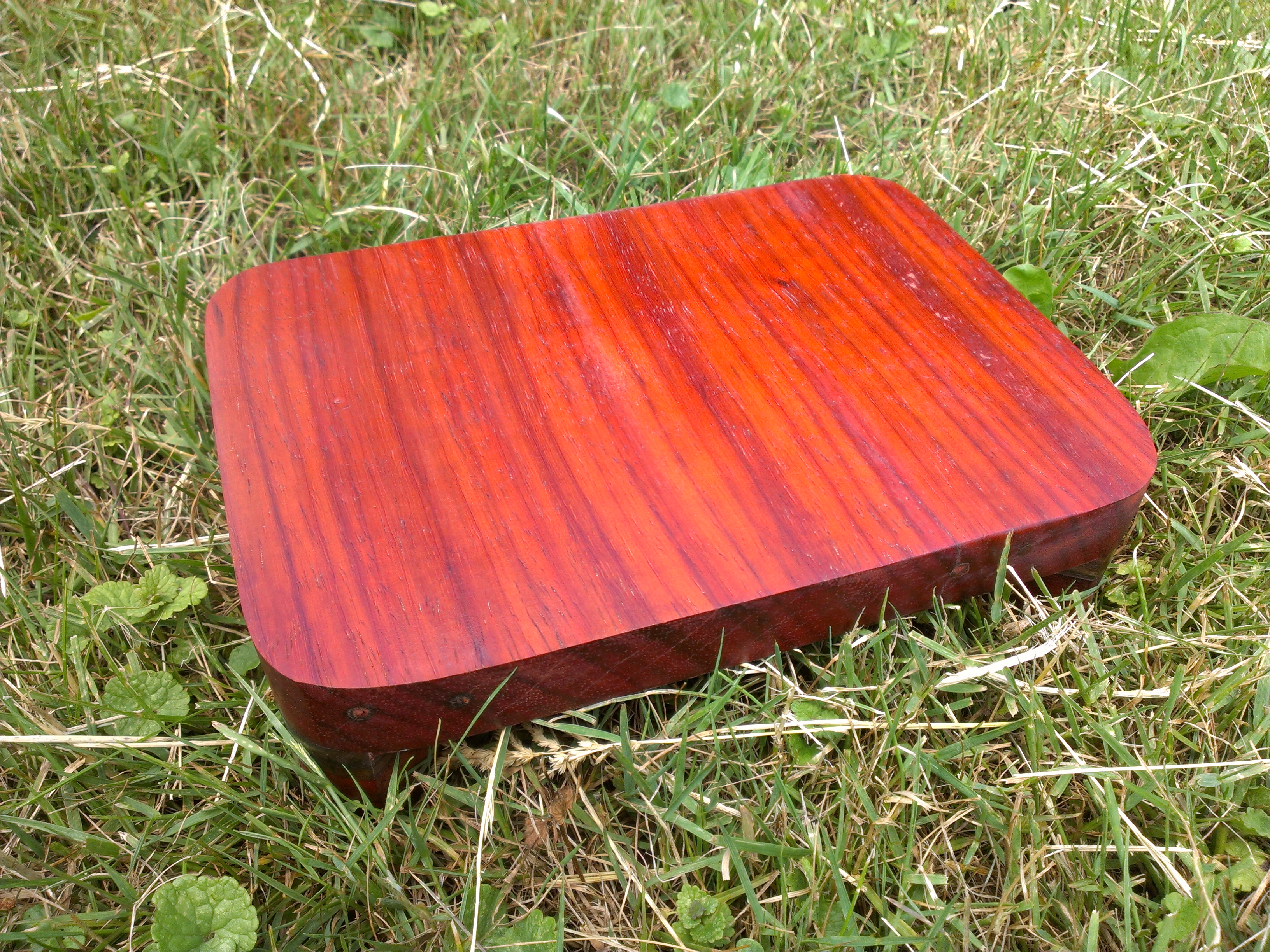
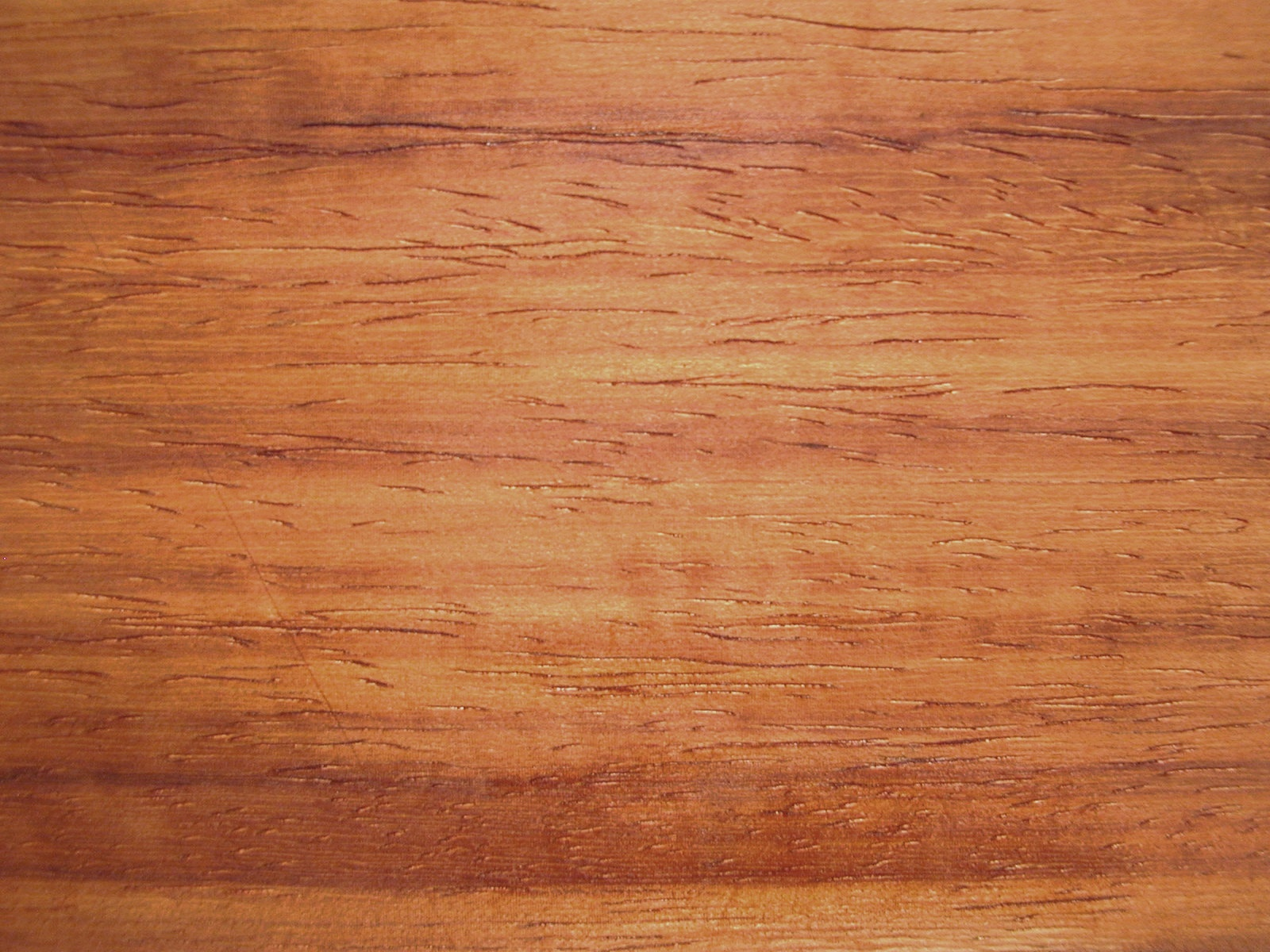
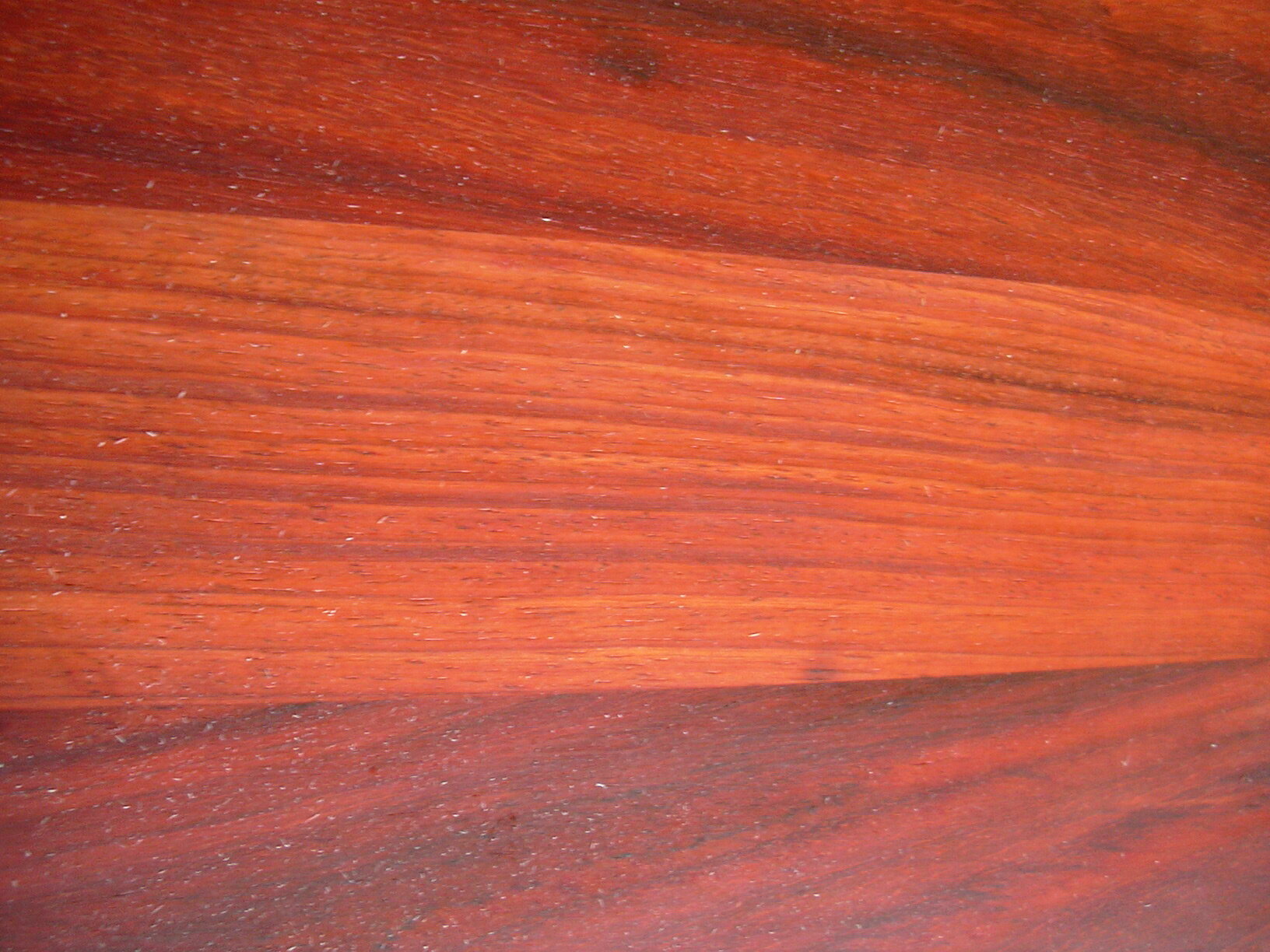